# Wadotes calcaratus
Wadotes calcaratus là một loài nhện trong họ Amaurobiidae.
Loài này thuộc chi Wadotes. Wadotes calcaratus được Eugen von Keyserling miêu tả năm 1887.